# Centro de Investigación Nuclear Soreq
El Centro de Investigación Nuclear Soreq o Centro de Investigaciones nucleares de Soreq es un instituto de investigación y desarrollo situado cerca de las localidades de Palmachim y Yavne en Israel. Funciona bajo los auspicios de la Comisión de Energía Atómica de Israel (AICE). El centro lleva a cabo investigaciones en diversas ciencias físicas, en particular el desarrollo de muchos tipos de sensores, láseres, investigación atmosférica, técnicas de ensayos no destructivos, entorno espacial, seguridad nuclear, diagnóstico médico y medicina nuclear. El Soreq también produce varios tipos de radiofármacos para su uso en organizaciones sanitarias de todo el país.
Algunas de las instalaciones de investigación del instituto incluyen un reactor nuclear de agua ligera tipo piscina AMF de 5 MW suministrado a finales de los años 50 por Estados Unidos en el marco del programa Átomos para la Paz y un acelerador de ciclotrón de protones de 10 MeV, así como amplias instalaciones de laboratorio y de ensayo. Actualmente se está construyendo un acelerador lineal superconductor de protones y deuterones de 5-40 MeV y 0,04-5 mA, cuya puesta en marcha está prevista para 2013.
El centro lleva el nombre del cercano Arroyo de Soreq.
El centro opera bajo las salvaguardias del Organismo Internacional de Energía Atómica.

## Arquitectura
El famoso arquitecto modernista estadounidense Philip Johnson diseñó el edificio del centro en 1956. El proyecto fue el primer encargo gubernamental de Johnson. El Dr. Lev Zetlin, ingeniero estructural de este proyecto, presentó a Philip Johnson a las autoridades israelíes y facilitó su contratación. Zetlin, uno de los más renombrados de su profesión, trabajó muy estrechamente con Johnson en el diseño y la construcción del reactor. Fue Zetlin quien fijó los parámetros y estableció las condiciones para el arquitecto y convirtió las ideas de Johnson en realidad.